# Václav Štech
Václav Štech (29. dubna 1859 Kladno – 23. února 1947 Praha) byl český učitel, divadelní ředitel, spisovatel, dramatik a novinář. Věnoval se hlavně divadlu.

## Život

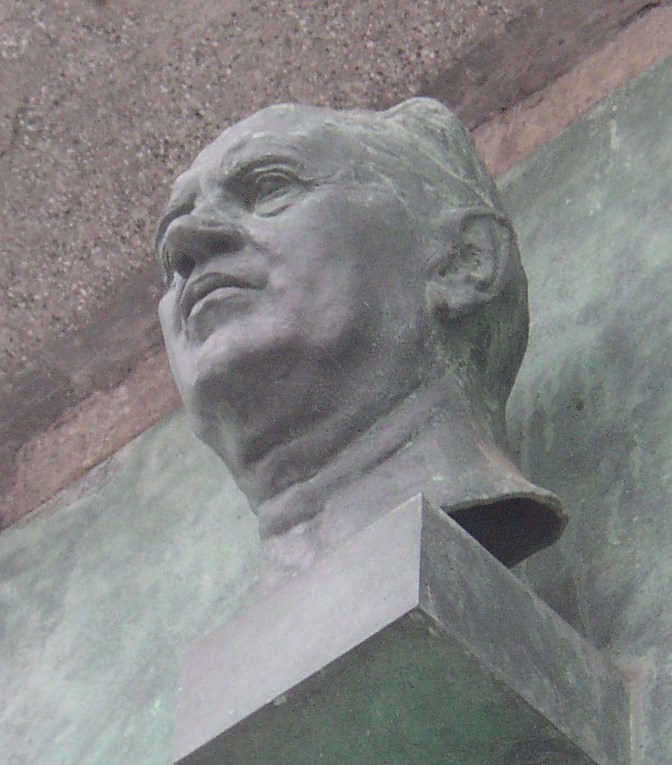
Busta Václava Štecha v místech, kde na Kladně stával jeho rodný dům (čp.14 na nároží náměstí starosty Pavla a ulice Plukovníka Stříbrného). Plastika z roku 1930 je dílem Otakara Španiela.

Narodil se sice v Kladně, ale protože mu otec brzy zemřel, matka se s ním odstěhovala do Slaného. Vystudoval piaristické gymnasium ve Slaném a Praze, poté studia pedagogická. Roku 1879 se stal učitelem ve Slaném, od roku 1894 v Praze. Na Žižkově byl správcem obecní školy až do roku 1905, kdy odešel předčasně do důchodu.
Hodně cestoval Evropou, své zážitky zpracoval v cestopisných črtách. Měl organizační vlohy, byl jednatelem v Sokole, Besedě, založil ve Slaném kulturní podniky, např. spolek spisovatelů beletrie Máj, kde otevřel kancelář pro ochranu autorských práv a smluv. Založil i stejnojmenné nakladatelství. Revidoval místní knihovnu, vedl ochotnický spolek. Stal se ředitelem divadla Lidové divadlo Uranie , byl tajemníkem a po F. A. Šubrtovi později i druhým ředitelem Městského divadla na Královských Vinohradech (1909–1912 ). V letech 1920–1925 byl ředitelem Národního divadla v Brně. Po návratu do Prahy se stal viceprezidentem správní rady pojišťovny Slávie, provozoval natolik výnosnou nakladatelskou činnost, že si v Libiši u Mělníka mohl časem postavit letní domek se zahradou.

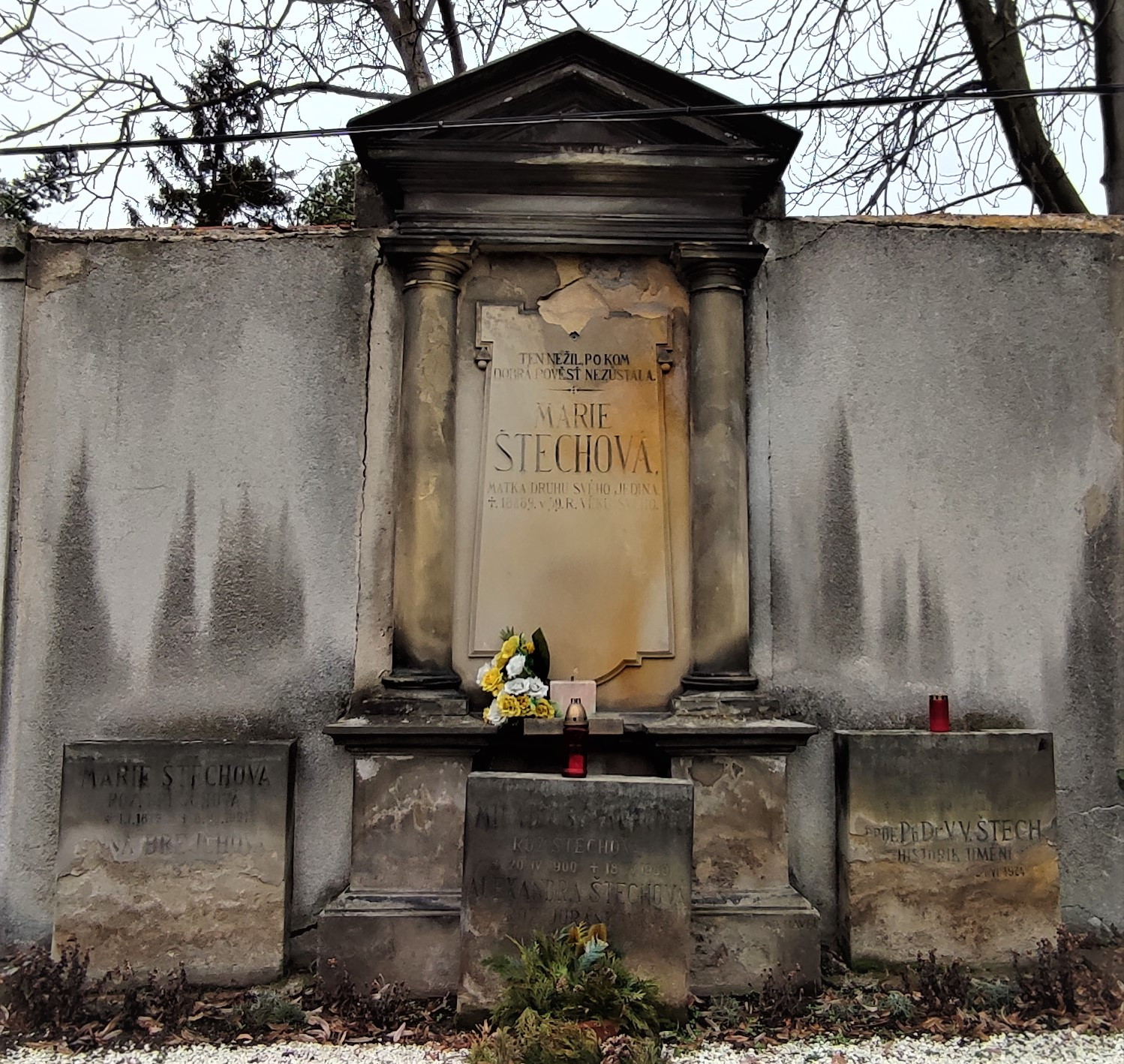
Hrobka rodiny Štechových, Městský hřbitov ve Slaném

Od roku 1884 byl ženatý s Aničkou Mrzílkovou, ta však zemřela při porodu syna (syn přežil). V roce 1888 se oženil podruhé, s Marií Brejchovou měl pět dětí, manželství bylo velice šťastné. Jeho syn Václav Vilém Štech byl i díky televizi známým kunsthistorikem Prahy.
Svou literární dráhu začal humoreskami, pokračoval novelami a romány. Napsal řadu dramat pro divadlo, některé z nich byly uvedeny i v Národním divadle v Praze. Ze své odborné práce učitele čerpal pro napsání řady školních výchovných vzdělávacích příruček. Přispíval do časopisů Květy, Osvěta, Zlatá Praha.
Zemřel roku 1947 v Praze, pochován je v rodinném hrobě na městském hřbitově ve Slaném.

## Literární dílo
- Do komína černou křídou (1918) – fejetony

### Humoresky a novely
- Maloměstský pepř (1893)
- Hloží (1896)
- Strniska (1902)
- Humoresky (1905)
- Pražské klevety (1918)
- Humoristův zápisník (1927)

### Romány
- Koleje (1895)
- U tří bláznů (1899)
- Kovové ruce (1903)
- Hřích paní Hýrové (na pokračování: 1906–1907, knižně: 1911)
- Štěstí Zlatého hroznu (1910)
- Řetěz (1905)
- Les krásných žen (1926)
- Pražský chorál (1926)
- Pobřeží lásky (1929)
- Sladké vody (1931)

### Naučné spisy
- Mladý živnostník (1903)
- Mladý obchodník (1903)
- Národní katechismus (1905)

### Dramatická tvorba

#### Dramata
- Žena (1887)
- Zlatý déšť (1890)

#### Veselohry
- Maloměstské tradice (1888)
- Ohnivá země (1895)
- Třetí zvonění (1900), podle veselohry byl natočen i stejnojmenný film (1938)
- Deskový statek (1908), o tajné sňatkové kanceláři

#### Hry pro děti
- Habada a Jordán (1911)
- David a Goliáš (1915)
- Zmatená pohádka (1920)

### Memoáry
- Vinohradský případ: román divadelní skutečnosti (1922)
- Džungle literární a divadelní: Paměti českého tvrdohlavce (1937)